# Haimbachia rufistrigalis
Haimbachia rufistrigalis é uma espécie de mariposa pertencente à família Crambidae. Foi descrita pela primeira vez por Hampson em 1919. Pode ser encontrada no Malawi.